# Batorów
Batorów (deutsch Friedrichsgrund) ist ein Ortsteil der Stadt Szczytna (Rückers) im Powiat Kłodzki (Glatz) in der Woiwodschaft Niederschlesien in Polen. Es liegt fünf Kilometer nordwestlich von Szczytna.

## Geographie
Batorów liegt im südöstlichen Heuscheuergebirge und ist Teil des gleichnamigen Landschaftsschutzgebietes. Nachbarorte sind Chocieszów (Stolzenau) mit Studzienna (Kaltenbrunn) im Nordosten, Ocieszów (Utschendorf), im Süden und Złotno (Goldbach) im Südwesten.

## Geschichte
Friedrichsgrund wurde um 1770 angelegt und nach dem preußischen König Friedrich II. benannt. Es entstand um eine Glashütte, die die Gebrüder Rohrbach aus Kaiserswalde in der damals waldreichen Gegend angelegt haben.
Nach der Neugliederung Preußens gehörte Friedrichsgrund ab 1815 zur Provinz Schlesien und wurde 1816 dem Landkreis Glatz eingegliedert, mit dem es bis 1945 verbunden blieb. Wegen seiner landschaftlich reizvollen und abgelegenen Lage entwickelte es sich ab dem Ende des 19. Jahrhunderts zu einem Höhenluftkurort. 1874 wurde aus der Landgemeinde Friedrichsgrund und dem gleichnamigen Gutsbezirk der Amtsbezirks Friedrichsgrund gebildet. 1939 wurden 395 Einwohner gezählt.
Als Folge des Zweiten Weltkriegs fiel es 1945 wie fast ganz Schlesien an Polen und wurde in Batorów umbenannt. Die deutsche Bevölkerung wurde vertrieben. Die neuen Bewohner waren zum Teil Heimatvertriebene aus Ostpolen, das an die Sowjetunion gefallen war. Bis 1975 gehörte es zur Woiwodschaft Wrocław (Breslau) und danach bis 1998 zur Woiwodschaft Wałbrzych (Waldenburg). In den 1960er Jahren wurde Batorów in die Stadt Szczytna eingemeindet.

### Kolonie Neu Friedrichsgrund
1781 erfolgte die Anlage einer Siedlung für Waldarbeiter, die für den Betrieb der Friedrichsgrunder Glashütte benötigt wurden. Sie wurde zunächst als Neu Rückers und ab 1825 als Neu Friedrichsgrund bezeichnet. Nach dem Übergang an Polen wurde sie 1945 in Batorówek umbenannt.

### Glashütte Friedrichsgrund
Im Jahre 1770 erhielten die Pächter der Kaiserswalder Glashütte, die Brüder Ignaz und Christoph Rohrbach, die Genehmigung, im Waldgebiet nordwestlich von Rückers eine Glashütte zu errichten. Für den Betrieb der Hütte durften jährlich 1500 Klafter Holz aus den umliegenden königlichen Forsten sowie aus dem Nesselgrunder Forst reiner Quarzsand entnommen werden. Auf Anregung des preußischen Ministers Karl Georg von Hoym nannten sie die Hütte Friedrichsgrund, deren Name auch auf die entstehende Siedlung übertragen wurde.
Für den Betrieb der Hütte stellte Ignaz Rohrbach in den ersten Jahren 60 Glasmacher, -veredler, -schleifer und -maler sowie weitere Zuarbeiter ein, unter ihnen zahlreiche Fachkräfte aus der Harrachsdorfer Glashütte. Die Anwerbung böhmischer Glasmacher war vom preußischen König ausdrücklich erwünscht. Die Hüttenbesitzer erhielten für jeden zuziehenden Gesellen 15 Taler, für Glasschleifer, -schneider und Vergolder je 25 Taler. Neben feinem Kristallglas wurde in Friedrichsgrund feines farbloses Glas hergestellt. Für das Neue Palais in Potsdam wurden neben Tafel- und Kronleuchtern auch andere Glaswaren geliefert, wodurch Friedrichsgrund als die leistungsstärkste Hütte Schlesiens galt. In den 1780er und 1790er Jahren erbauten die Rohrbachs in Friedrichsgrund zwei weitere Hütten sowie eine Schleiferei. Nach dem Tode Ignaz Rohrbachs 1792 übernahm dessen Sohn Karl Rohrbach Friedrichsgrund. Ende der 1790er Jahre wurden 250 Mitarbeiter beschäftigt. Wegen der Auswirkungen der Koalitionskriege musste die Produktion 1804 vorübergehend eingestellt, konnte jedoch anschließend in vollem Umfang wieder aufgenommen werden. Die produzierten Glaswaren wurden u. a. nach Frankreich, Russland, Österreich und die USA geliefert. Die Hütte blieb bis 1945 im Besitz der Familie Rohrbach. Letzte Besitzerin war Veronika Rohrbach, Witwe des Victor Rohrbach-Kolbe. Nach dem Übergang an Polen wurde der Betrieb an die verstaatlichte Glasfirma in Szczytna angeschlossen. In den 1960er Jahren erfolgte eine Modernisierung der Glasschleiferei.

## Persönlichkeiten
- Glasmacherfamilie Rohrbach